# Pedras Grandes
Pedras Grandes es un municipio brasileño del estado de Santa Catarina. Tiene una población estimada al 2021 de 3931 habitantes.

## Historia
Fue fundada el 28 de abril de 1877 por migrantes italianos provenientes de la Colonia Azambuja. La localidad vivió un periodo de desarrollo con la explotación del carbón a finales del siglo XIX. Fue emancipada como municipio el 29 de diciembre de 1961, desglosándose de Tubarão.